# Soyuz 22
Soyuz 22 fue una misión de una nave Soyuz 7K-T modificada (Soyuz 7K-MF6) lanzada el 15 de septiembre de 1976 desde el cosmódromo de Baikonur con dos cosmonautas a bordo para realizar un estudio sobre recursos terrestres mediante la cámara alemana MF6 llevada especialmente en esta misión.
La misión de Soyuz 22 fue realizar observaciones y fotografías de la Tierra con la cámara MF6 para realizar estudios geológicos y de recursos de utilidad económica.
La nave regresó el 23 de septiembre de 1976, aterrizando a 150 km al noroeste de Tselinograd y siendo recuperada la tripulación a las 7:42 GMT.

## Tripulación
- Valery Bykovsky (Comandante)
- Vladimir Aksyonov (Ingeniero de vuelo)

## Tripulación de respaldo
- Yuri Malyshev (Comandante)
- Gennady Strekalov (Ingeniero de vuelo)

## Tripulación de reserva
- Leonid Popov (Comandante)
- Boris Andreyev (Ingeniero de vuelo)